# Rudi Gering
Rudolf Gering, häufig auch Gehring geschrieben, (* 29. Mai 1917 in Gehlberg; † 3. Februar 1998 in Garmisch-Partenkirchen) war ein deutscher Skispringer und Unternehmer. Er zählte ab 1939 für einige Jahre zu den weltbesten Springern und war der zweite, dem ein Sprung über die Marke von 100 Metern gelang. Darüber hinaus stellte er mehrere Schanzen- sowie einen Weltrekord auf, der mehr als sieben Jahre Bestand hatte.

## Leben

### Privat- und Berufsleben
Rudolf Gering kam am 29. Mai 1917 als Sohn des Forstangestellten Max Gering und dessen Ehefrau Olga in Gehlberg zur Welt. Das Dorf liegt auf einer Höhe von 680 bis 750 Metern im Thüringer Wald und gehörte damals noch zum Herzogtum Sachsen-Coburg und Gotha, ab 1918 dann zum Freistaat Sachsen-Gotha und ab 1922 war es Teil des Landes Thüringen. Im westthüringischen Steinbach lernte er Sieglinde Malsch kennen – die Tochter des Unternehmers und Mäzens Otto Malsch, der unter anderem Organisator von Skisprungveranstaltungen war und auch den Bau mehrerer Schanzen beauftragte. Am 30. Mai 1942 heiratete das Paar und im Dezember 1945 kam sein Sohn Peter zur Welt.
Rudolf Gering trat zum 9. November 1935 der SS bei (SS-Nummer 294.443), zum 5. Februar 1941 wurde er zum SS-Oberscharführer befördert. Er diente während des Zweiten Weltkrieges als Gebirgsjäger des Heeres der Wehrmacht. Zeitweise lebte er in Arolsen in der preußischen Provinz Hessen-Nassau. Von Aufenthalten in Norwegen schickte er umfangreiche Lieferungen mit Skizubehör in die Heimat mit der Zielsetzung, dort nach dem Ende des Krieges ein Sportfachgeschäft zu eröffnen. Ende 1941 erlitt er eine Schussverletzung am Oberschenkel und musste im Dezember im Krankenhaus von Oberhof stationär behandelt werden.
Das Ende des Krieges erlebte er zusammen mit fünf anderen Soldaten versteckt in einer Almhütte im Tiroler Zillertal. Mit dem Fahrrad gelangte er anschließend nach Feldafing am Westufer des Starnberger Sees, wo sein vorheriger Trainer, der Norweger Randmod Sörensen, lebte. Dieser half ihm, rasch Fuß zu fassen. Innerhalb kurzer Zeit baute er in Oberstdorf einen erfolgreichen Holzhandel auf. Das Ehepaar Gering hatte allerdings unterschiedliche Vorstellungen über den zukünftigen Wohnort der Familie. Sieglinde bevorzugte die alte Heimat in Thüringen, vor allem, um das dortige Familienunternehmen und ihren alternden Vater nicht zurückzulassen. Letztlich kam es deswegen zur Scheidung. In Bayern gründete Rudi Gering eine neue Familie und heiratete in zweiter Ehe Maria Weiler, eine Schwester von Sepp Weiler. Neben seinem Holzhandel eröffnete er als zweites Unternehmen in Feldafing (manche Publikationen nennen auch das benachbarte Tutzing) das Hotel „Alpenblick“, das von seiner Frau geleitet wurde. Noch vor dem Bau der Berliner Mauer 1961 holte er seine Eltern aus Gehlberg nach Feldafing. Im Jahr 1952 wurde Sohn Rudolf und 1960 Tochter Marlis geboren; zu seinem erstgeborenen Sohn Peter bestand während der deutschen Teilung nur noch sporadischer Kontakt. Nachdem das Hotel 1973 verkauft worden war, zog die Familie auf Wunsch Marias nach Garmisch-Partenkirchen. Dort starb sie – noch keine 60 Jahre alt – Anfang der 1980er Jahre. Rudi Gering starb am 3. Februar 1998 im Alter von 80 Jahren. Die Trauerrede hielt der Sportjournalist Harry Valérien.

### Sportliche Karriere
Seinen ersten bekannten sportlichen Erfolg feierte Gering, als er 1929 im Alter von zwölf Jahren ein Jugendspringen in Stützerbach gewann und dafür als Preis ein Paar Skier erhielt, das Carl Eduard von Sachsen-Coburg und Gotha gestiftet hatte. In dieser Zeit trainierte er auf der K25-Naturschanze in seinem Heimatort, die 1922 in der Straße Zum Brand errichtet worden war.
Am 1. Januar 1938 stellte Gering mit einer Weite von 57 Metern einen neuen Schanzenrekord auf der größten Naturschanze Europas in Steinbach auf. Im darauffolgenden Jahr 1939 wurde er in die deutsche Skisprungnationalmannschaft aufgenommen und reiste seitdem auch regelmäßig zu Wettkämpfen außerhalb Deutschlands. Vor Hans Marr gewann er am 1. Januar 1940 das Neujahrsspringen auf der Hindenburgschanze in Oberhof. Ende des gleichen Jahres fand im Arthurhaus in Mühlbach am Hochkönig ein Lehrgang des Winterhilfswerks des Deutschen Volkes statt. Die deutsche Skisprungelite absolvierte für die Teilnehmer ein Schauspringen auf der lokalen Schanze, das Josef Bradl vor Gering gewann, der mit Sprüngen auf 42, 44,5 und 45,5 Meter 319,6 Punkte erreichte. Sein mit Abstand erfolgreichstes Sportjahr erlebte Rudi Gering 1941:

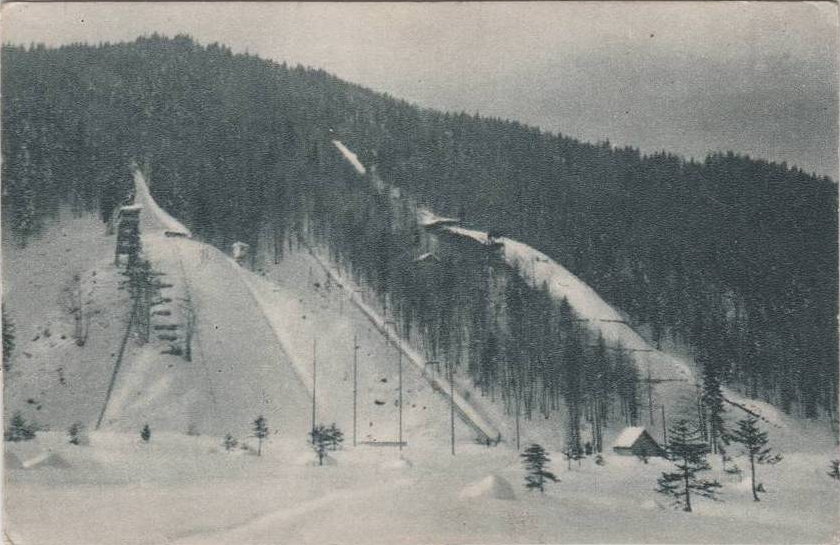
Zehn Jahre vor der Aufnahme dieses Fotos der Schanze Bloudkova Velikanka (1951) hatte Gering dort im März 1941 mit 118 m einen neuen Weltrekord aufgestellt.

- Zunächst belegte er am 5. Januar mit Weiten von 60 und 60,5 Metern den elften Platz beim dritten Friedrich-Wurnig-Gedenkspringen auf der Bergiselschanze in Innsbruck. Er lag mehr als 30 Punkte hinter dem Sieger Sepp Weiler.[8]
- Ende Januar nahm er an der deutschen Skisprungmeisterschaft in Spindlermühle im Reichsgau Sudetenland teil, bei der Josef Bradl die Goldmedaille gewann.
- Mitte Februar reiste Gering als Gastteilnehmer zu den ungarischen Skisprungmeisterschaften nach Mátraháza. Er erzielte dort mit 56 und 55 Metern die größten Weiten und erreichte mit 228,1 Punkten den ersten Platz vor seinem Landsmann Hans Marr, der ebenfalls als Gast angetreten war.[9]
- Im Rahmen der Flugwoche von Planica gelangen ihm Ende Februar und Anfang März auf der Schanze Bloudkova Velikanka mehrere Sprünge über 105 Meter. Am 2. März überbot er zunächst Bradls bisherigen, knapp drei Jahre alten Weltrekord um einen Meter auf 108 Meter, ehe er noch am gleichen Tag seine eigene Bestweite auf 118 Meter steigerte.[10][11] Infolge des Zweiten Weltkrieges hatte dieser Rekord bis zum 15. März 1948 Bestand, als der Schweizer Fritz Tschannen an gleicher Stelle 120 Meter weit sprang.
- Mitte April beendete Gering das Osterspringen auf der Nebelhornschanze in Oberstdorf vor fast 3000 Zuschauern auf dem zweiten Rang. Seine Sprünge auf 46 und 48 Meter reichten für 145,7 Punkte. Einzig Sepp Weiler, der Schanzenrekord von 50[12] oder 55 Metern[13] sprang und 152,6 Punkte holte, war noch besser.
- Am 28. Dezember – wenige Tage nach seiner vollständigen Genesung vom Oberschenkelschuss – nahm Gering am Springen auf der Hindenburgschanze in Oberhof teil.[14] Mit 198 Punkten belegte er den fünften Platz. Sieger war Josef Bradl mit 226,5 Punkten.[15]
- Darüber hinaus nahm er in jenem Jahr auf der Oberhofer Thüringenschanze an der letzten Meisterschaft des Gaues VI (entsprach dem Bereich des vorherigen Thüringer Wintersportverbandes) teil. Als Sieger ging entweder Gering[1] oder Heinz Holland[16] hervor. Ferner wurde die deutsche Heeresmeisterschaft auf der Sachsenschanze am Altenberger Geisingberg ausgetragen. Vor zahlreichen Zuschauern zählte auch hier Gering neben anderen wie Josef Bradl und Hans Marr zu den Teilnehmern.[17]

Als Anfang 1942 das professionelle Skisprungteam des Deutschen Reiches – angesiedelt beim Fachamt Skisport als Nachfolger des Deutschen Skiverbandes – angesichts der sich zuspitzenden militärischen Situation aufgelöst wurde, unterbrach dies auch Gerings Karriere für einige Zeit. Einen seiner letzten Wettkämpfe während des Krieges bestritt er im März 1944 in Zakopane im Generalgouvernement.
Nach dem Ende des Krieges war er weiterhin sportlich aktiv und nahm beispielsweise am 13. Februar 1949 für den TSV 1860 München in Isny im Allgäu am Skisprungwettbewerb im Rahmen der nordischen Meisterschaften der westlichen Besatzungszonen teil. Mit Sprüngen auf 76 und 83 Meter und 215,5 Punkten sicherte er sich die Bronzemedaille hinter Toni Brutscher und Julius Gestaldo. Zwei Wochen später stellte er am 27. Februar mit einer Weite von 100 Metern einen neuen Schanzenrekord auf der Hochkönigschanze am Laideregg in Bischofshofen auf. Wenige Tage darauf fand Anfang März in Oberstdorf ein Wettbewerb mit bayerischen und österreichischen Athleten statt, in dem Gering durch Weiten von 64 und 65 Metern 223,3 Punkte erreichte, was ihm den zweiten Rang hinter den Doppelsiegern Josef Bradl und Franz Dengg bescherte. Unter großem Zuschauerinteresse sprang er am 14. Februar 1951 beim Eröffnungsspringen auf der neuen Mühlenkopfschanze in Willingen, das Sepp Weiler gewann. Noch im gleichen Monat reiste er anlässlich der zweiten DDR-Wintersportmeisterschaft zusammen mit Robert Engel zu einem Schauspringen nach Oberhof. Er war auch noch im Alter von 35 Jahren für den Deutschen Skiverband aktiv und nahm im Januar 1953 an der ersten Vierschanzentournee teil – allerdings ist dabei lediglich sein 24. Platz auf der Innsbrucker Bergiselschanze belegt.

### Tätigkeit als Sportfunktionär
Gemäß der Direktive Nummer 23 des Alliierten Kontrollrates vom 17. Dezember 1945 durften deutsche Sportler mehrere Jahre nicht an internationalen Sportveranstaltungen teilnehmen. Somit hatten auch die Skispringer keine Gelegenheit mehr, zur Schanze in Planica zu reisen. Dadurch entstand die Idee, in Oberstdorf eine eigene, deutsche Skiflugschanze zu errichten. Treibende Personen hinter diesem Vorhaben waren Heini Klopfer (der sie als Architekt letztlich konstruierte), Rudi Gering, Toni Brutscher sowie Sepp Weiler. Um die Finanzierung des Baus sicherzustellen, erdachten sie eine besondere Marketingkampagne: Sie fertigten Tausende Kopftücher mit einem Aufdruck der Schanze und fuhren mit einem Auto durch die Trizone, um sie zu je acht D-Mark zu verkaufen. Träger des Kopftuches erhielten bei der Eröffnung der Schanze im Februar 1950 freien Eintritt. Auf diese Weise kamen 40.000 D-Mark zusammen. Gerne hätten Gering, Weiler, Brutscher und Klopfer diese lukrative Skiflugwoche auch selbst als Veranstalter organisiert, doch sie wurden von Funktionären des SC Oberstdorf darauf hingewiesen, dass sie dann ihren Amateurstatus verlieren würden. Da dieser damals Voraussetzung für die Teilnahme an vielen Wettbewerben war, beschränkten sie ihr Engagement notgedrungen auf Werbung für die Veranstaltung.

## Erfolge

### Weltrekorde
| #  | Schanze                    | Ort     | Land        | Weite   | aufgestellt am | Rekord bis    |
| -- | -------------------------- | ------- | ----------- | ------- | -------------- | ------------- |
| 44 | Bloudkova velikanka (K120) | Planica | Jugoslawien | 108,0 m | 2. März 1941   | 2. März 1941  |
| 45 | Bloudkova velikanka (K120) | Planica | Jugoslawien | 118,0 m | 2. März 1941   | 15. März 1948 |

### Schanzenrekorde
| Schanze                   | Ort           | Land            | Weite   | aufgestellt am   | Rekord bis       |
| ------------------------- | ------------- | --------------- | ------- | ---------------- | ---------------- |
| Schleifkothengrundschanze | Steinbach     | Deutsches Reich | 57,0 m  | 1. Januar 1938   | 1. Januar 1938   |
| Hochkönigschanze          | Bischofshofen | Österreich      | 100,0 m | 27. Februar 1949 | 27. Februar 1949 |